# Islote Sainte-Marie (Martinica)
La Isla Santa María o Sainte-Marie (en francés: Îlet Sainte-Marie) es una isla situada en la costa noreste del departamento de Martinica, una dependencia de Francia en el Mar Caribe. Se ubica justo en frente de la pequeña localidad de Sainte -Marie , en la zona denominada del Atlántico Norte. Es muy popular entre los turistas, dado que representa una curiosidad geológica de la naturaleza, conectado con el resto de la isla por un tómbolo.
El islote depende de la ciudad de Sainte -Marie, en el Atlántico Norte. Cuando no está conectado a la isla (debido a las características del tómbolo ), el islote está a unos 200 metros de distancia .